# Journal of Money, Credit and Banking
Das Journal of Money, Credit and Banking (JMCB) ist eine wirtschaftswissenschaftliche Fachzeitschrift, die sich Themen der monetären und finanzwissenschaftlichen Makroökonomie widmet. Das Journal of Money, Credit and Banking wird durch den britischen Verlag Wiley-Blackwell im Auftrag der Ohio State University mit acht Ausgaben pro Jahr herausgegeben.

## Inhalte
Das Journal of Money, Credit and Banking sieht sich als führende Fachzeitschrift für Experten, Forscher und Politiker in den Bereichen des Geldes und Bankwesens, der Kreditmärkte, die Regulierung finanzwirtschaftlicher Institutionen, internationale Zahlungen, Portfoliomanagement und Geldpolitik und Fiskalpolitik. Das JCMB vertritt ein breites Spektrum an Perspektiven und Spezialisierungen in seinen Themenfeldern mittels seines Redaktionsrats, seiner Associate Editors und Referees von akademischen, finanzwirtschaftlichen und Regierungsinstitutionen weltweit.

## Redaktion
Die Redaktion des Journal of Money, Credit and Banking besteht aus den Ökonomen Sanjay K. Chugh (Ohio State University), Robert DeYoung (University of Kansas), Pok-Sang Lam (Ohio State University) und Kenneth D. West (University of Wisconsin), die durch einen zwölfköpfigen Redaktionsrat und 58 Associate Editors unterstützt werden.

## Rezeption
In einer Studie von Kalaitzidakis et al. (2011) belegte das Journal of Money, Credit and Banking Platz 21 von 209 ausgewerteten Publikationen. Im wirtschaftswissenschaftlichen Publikationsranking des Tinbergen-Instituts an der Universität Amsterdam wird das Journal of Money, Credit and Banking in der Kategorie B („gute wissenschaftliche Fachzeitschriften für alle Forschungsfelder des Tinbergen-Instituts“) geführt. Eine weitere Studie der französischen Ökonomen Pierre-Phillippe Combes und Laurent Linnemer listet das Journal mit Rang 26 von 600 wirtschaftswissenschaftlichen Zeitschriften in die drittbeste Kategorie A ein.